# Carlssons lykta

Carlssons lykta är en gaslykta på Stureplan i Stockholm och den sista fungerande Gaskandelabern för Stockholms stad. 
Gaslyktan på Stureplan består av en rikt dekorerad gjutjärnstolpe med runt lykthus och sittbänk nedanför. Bland utsmyckningarna märks Stockholms vapen Sankt Erik och lejonansikten. Lyktan formgavs 1885 av bildhuggaren Daniel Carlsson och tillverkades på Bolinders Mekaniska Verkstads AB vid Klara sjö på Kungsholmen.
Ett produktblad från Bolinders anger att mått från sockeln till lyktans underkant är 4,460 meter (15’) och fotens tvärgenomskärning är 1,003 meter (3,40’).  Själva lykthuset inklusive gjutjärnskrön mäter nästan två meter. Totalhöjd för gaskandelabern är cirka 6,5 meter. Gaskandelabern för Stockholms stad fanns uppställd på flera platser i staden, exempelvis i Järnvägsparken.
När Stureplan omgestaltades 1990 fick lyktan en hedersplats utanför entrén till Sturegallerian. Den är ett original ur Stockholms gasverks samlingar som restaurerats och åter försetts med gasljus. 

## Bilder

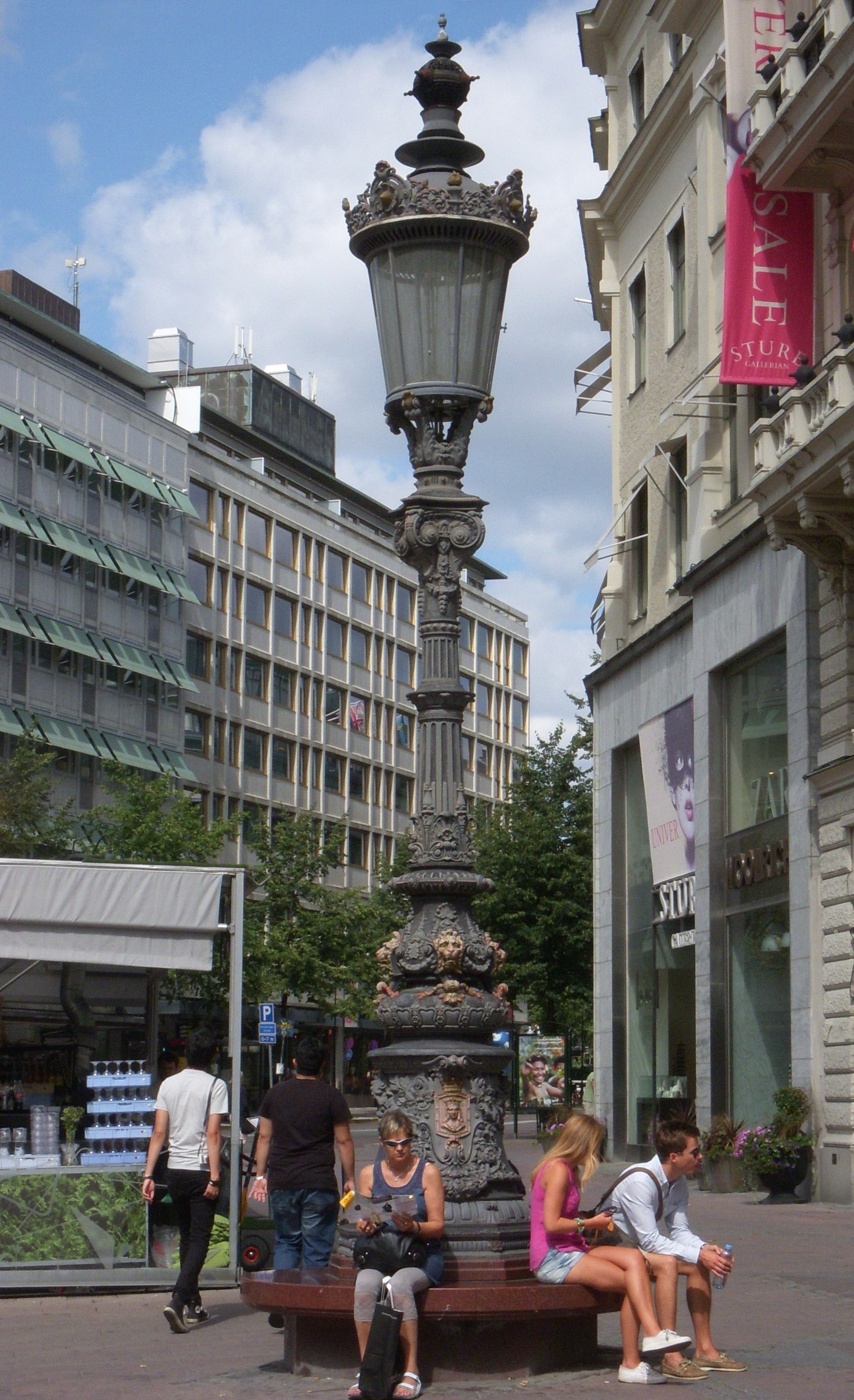
Carlssons lykta på Stureplan
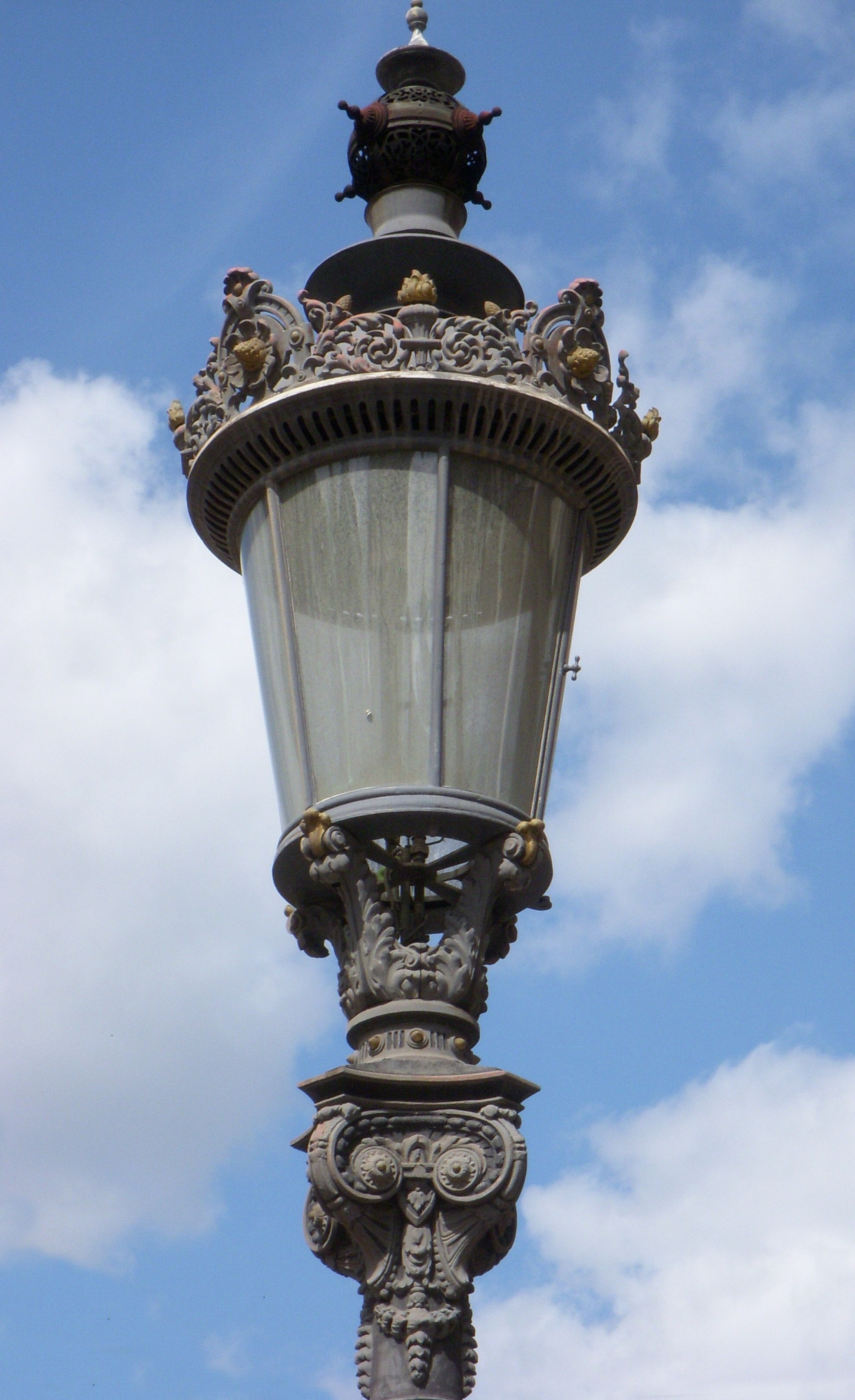
Lykthuset
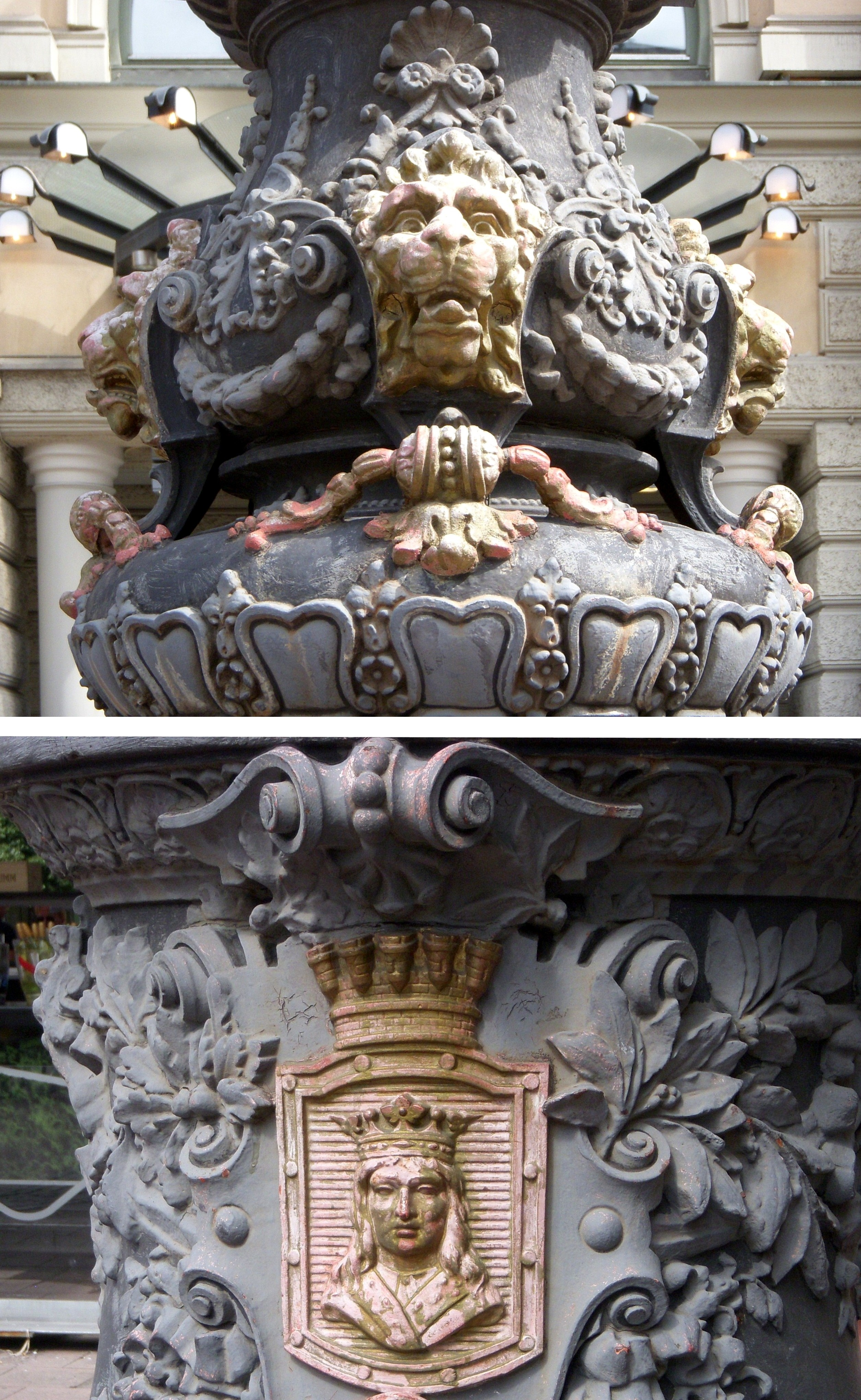
Stolpsockelns dekor
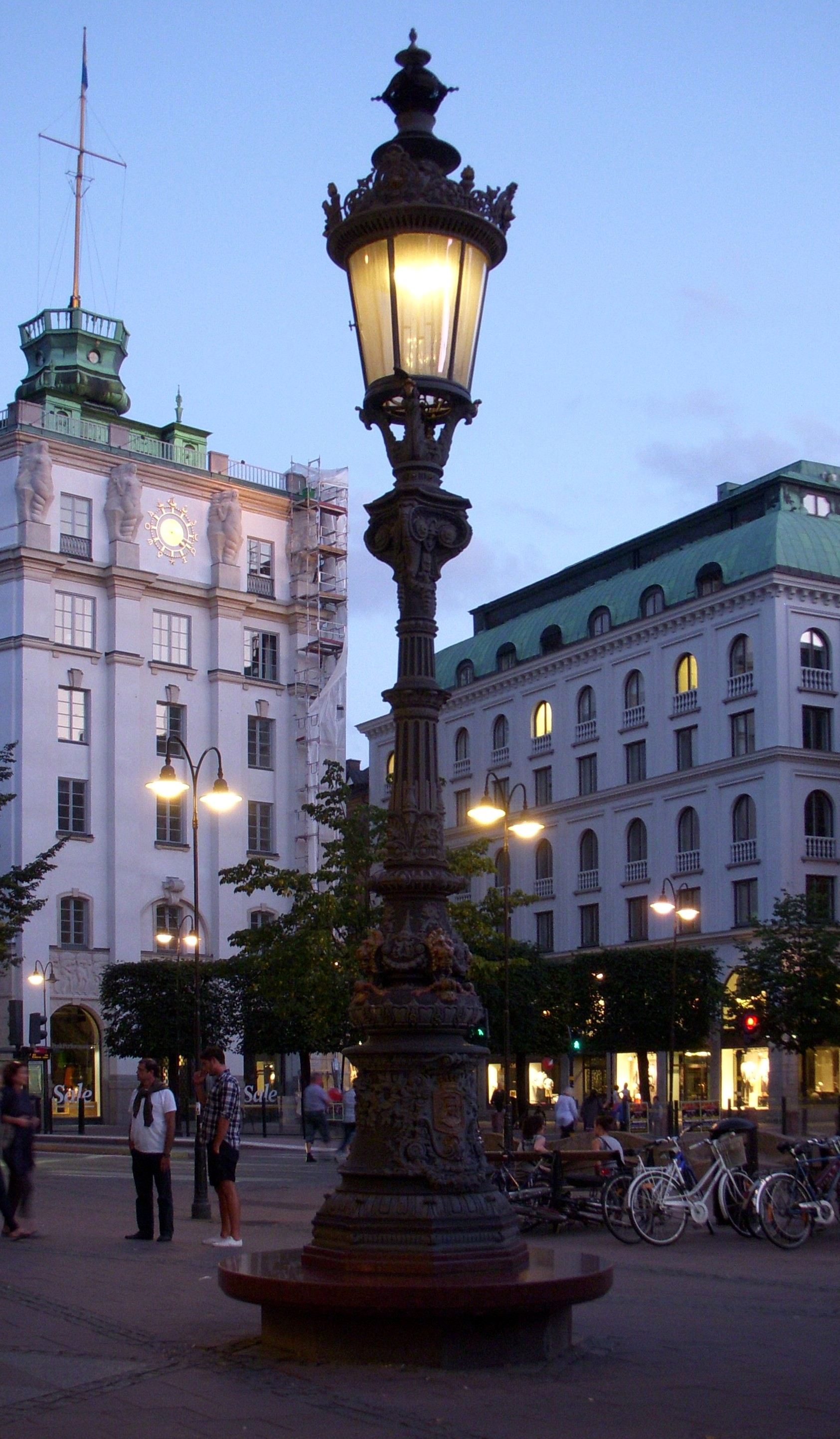
Carlssons lykta tänd